# Almunavaara
Almunavaara är en kulle i Finland.   Den ligger i den ekonomiska regionen  Fjäll-Lappland  och landskapet Lappland, i den norra delen av landet, 900 km norr om huvudstaden Helsingfors. Toppen på Almunavaara är 450 meter över havet.
Terrängen runt Almunavaara är huvudsakligen platt.  Trakten runt Almunavaara är nära nog obefolkad, med mindre än två invånare per kvadratkilometer. Det finns inga samhällen i närheten. Omgivningarna runt Almunavaara är i huvudsak ett öppet busklandskap.